# Brompton Road
Brompton Road est une rue de Londres. 

## Situation et accès
Traversant une partie des quartiers de Knightsbridge et Brompton, cette artère commence à la hauteur de la station de métro Knightsbridge et finit au niveau de Fulham Road, qui la prolonge. C’est une des rues commerçantes les plus connues de la capitale britannique.
Elle est desservie, au nord, par la ligne  Piccadilly à la station  Knightsbridge et, au sud, par les lignes  Circle  District  Piccadilly à la station South Kensington.

## Origine du nom
Brompton signifie, en vieil anglais, la ferme où pousse le genêt (farmstead where broom grows).
Il est à noter que le nom de Brompton est celui d'une rue de Londres dans le roman de William Thackeray La Foire aux vanités,  dont l'édition anglaise est parue en 1846.

## Historique
Le nom de Brompton Road n’existe pas, officiellement, avant 1863 et, jusqu’en 1935, la rue s’arrête au niveau de Thurloe Place, à la hauteur de l’oratoire de Londres.

## Bâtiments remarquables et lieux de mémoire

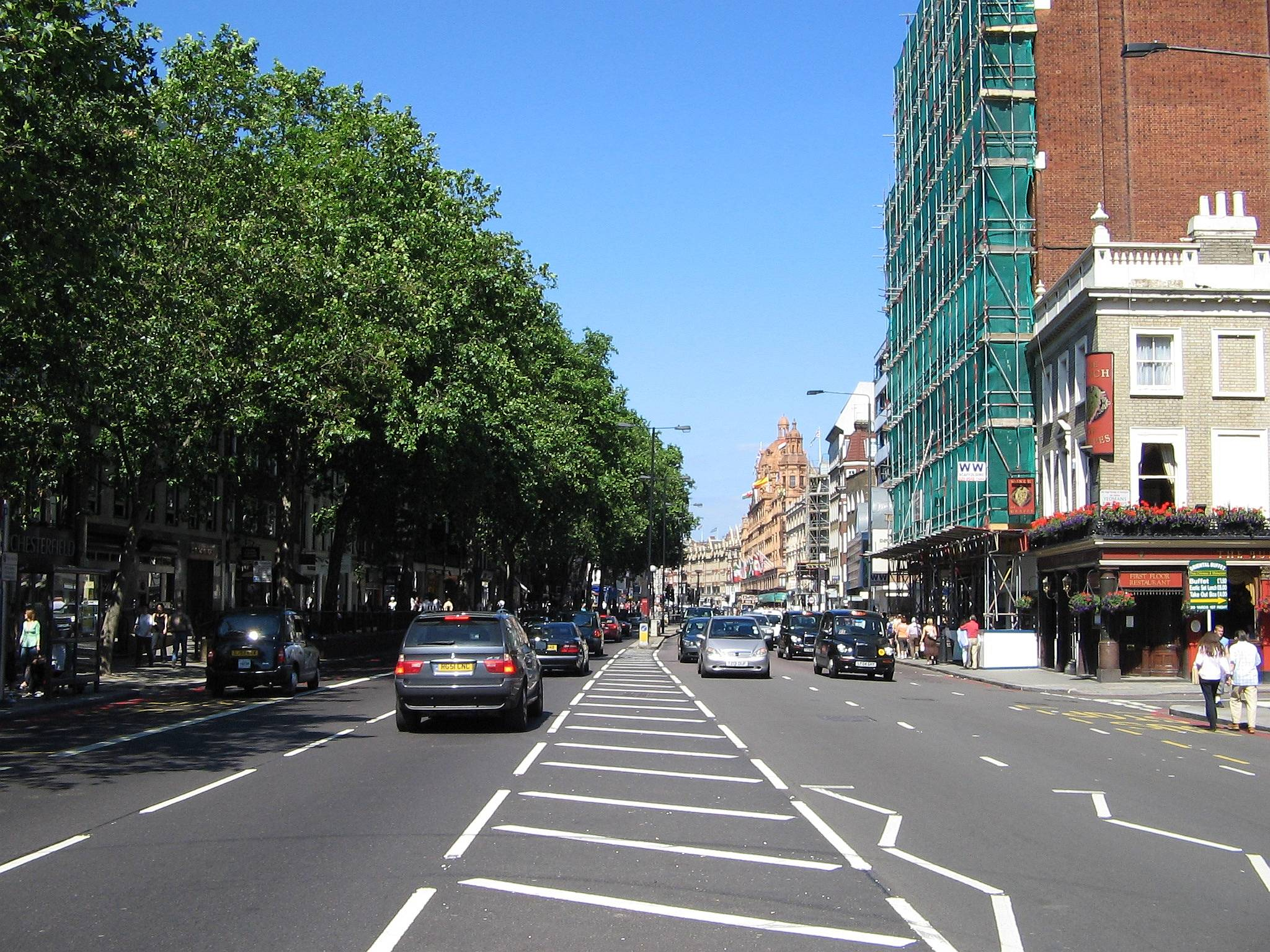
Brompton Road.

- Grand magasin Harrods (1901-1915).
- Oratoire de Londres